# Ever Given
Ever Given – kontenerowiec klasy Golden, jeden z największych na świecie.
Właścicielem statku jest Shoei Kisen Kaisha (jednostka zależna japońskiej firmy Imabari Shipbuilding). Armatorem jest tajwańska firma transportowa Evergreen Marine. Ever Given jest zarejestrowany w Panamie.
23 marca 2021 roku, podczas podróży z Tanjung Pelepas w Malezji do Rotterdamu w Holandii, statek wpłynął na mieliznę w Kanale Sueskim, blokując go całkowicie. 29 marca statek został ściągnięty z mielizny i przywrócony do stanu pływającego. Statek zarekwirował Egipt umieszczając go na Wielkim Jeziorze Gorzkim domagając się 900 milionów dolarów odszkodowania za blokadę kanału.

## Opis
Ever Given jest jednym z 13 kontenerowców zbudowanych według projektu Imabari 20000. Długość 399,94 metrów (1312 stóp i 2 cale) sprawia, że jest jednym z najdłuższych pływających obecnie statków. Jest szeroki na 58,5 metra (192 stopy i 11 cali), a jego maksymalne zanurzenie wynosi 14,5 metra (47 stóp i 7 cali). Całkowita pojemność kontenerowca wynosi 20 124 TEU.

## Historia

### Kolizja w 2019
9 lutego 2019 statek uderzył i ciężko uszkodził 25-metrowy prom przedsiębiorstwa HADAG w okolicach Blankenese w drodze z portu w Hamburgu do Rotterdamu. 2 minuty po kolizji, ruch na Łabie został zatrzymany z powodu silnych wiatrów i falowania.

### Blokada Kanału Sueskiego w 2021

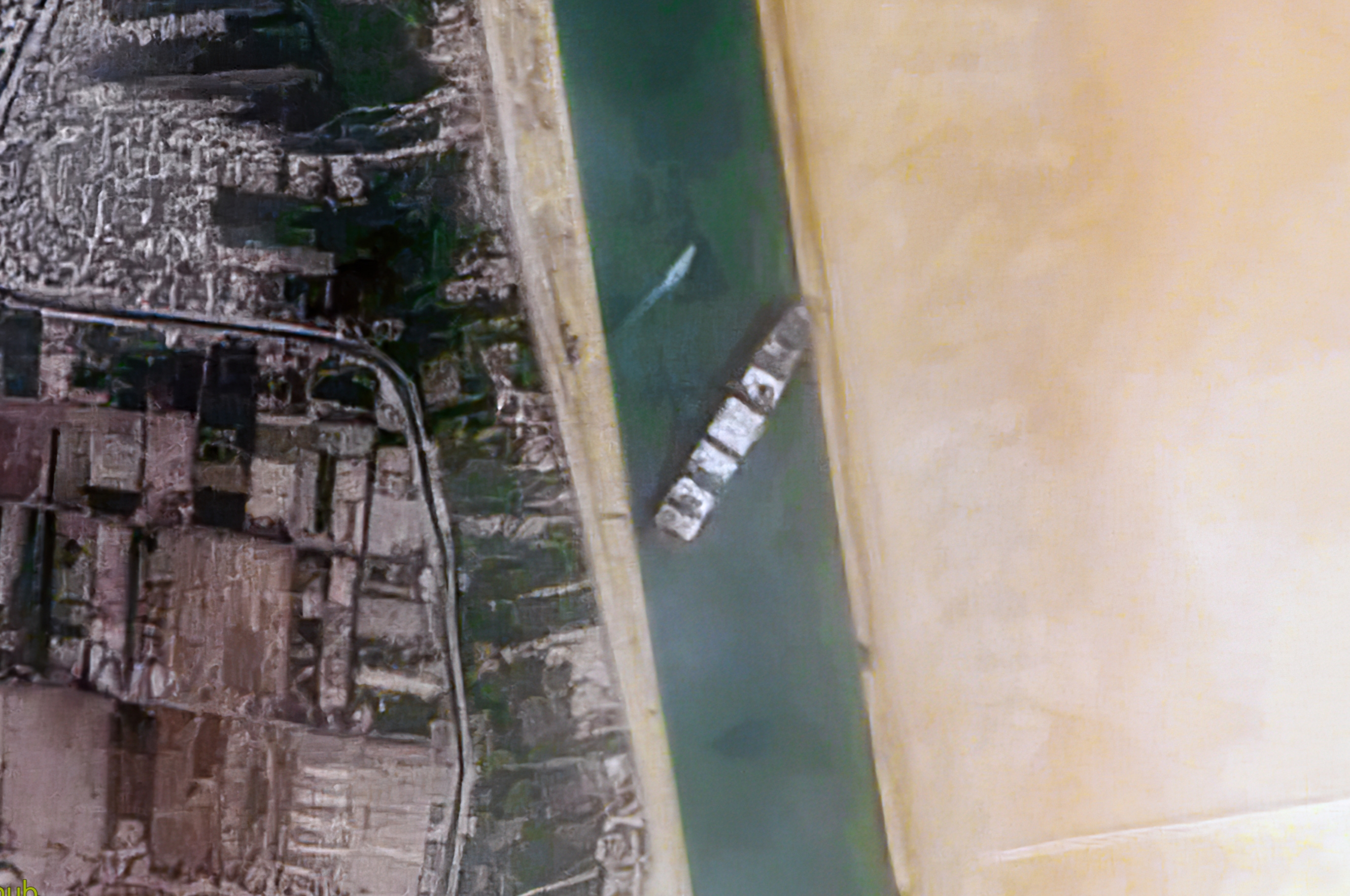
Obraz satelitarny pokazujący Ever Given blokujący Kanał Sueski

O 7:40 czasu wschodnioeuropejskiego (UTC+02:00) 23 marca 2021 statek odbywał kurs na trasie z Tanjung Pelepas w Malezji do Rotterdamu w Holandii. Niecałe 7 mil morskich od Suezu statek wpłynął na mieliznę, stanął w poprzek kanału i zablokował go całkowicie dla ruchu innych jednostek.
Władze Kanału – Suez Canal Authority (SCA) – podały komunikat, w którym ogłosiły, że wypadek nastąpił w wyniku utraty sterowności z powodu silnych wiatrów i burzy piaskowej. Operator jednostki – Evergreen Marine – ogłosił, że do utraty sterowności doprowadził nagły powiew wiatru, który spowodował, że kadłub zboczył z toru wodnego i przypadkowo uderzył w dno.
Jednostka płynęła jako piąta w konwoju statków płynących na północ, w kierunku Port Saidu, za nią znajdowało się kolejne 15 jednostek. W wyniku wypadku, ruch statków w obu kierunkach został wstrzymany, co doprowadziło do kolejek w okolicach Suezu i Port Saidu wynoszących ponad 200 jednostek. 24 marca 2021 roku przedsiębiorstwo Bernhard Schulte Shipmanagement (BSM) zaprzeczyło doniesieniom o udrożnieniu kanału.
Podczas konferencji prasowej 27 marca, generał Ossama Rabei, prezes SCA oświadczył, że warunki pogodowe nie były głównym powodem wypadku. Ogłosił, że ustaleniem przyczyn zajmą się powołani do tego śledczy.
Eksperci zasygnalizowali, że możliwe opóźnienia w łańcuchach dostaw i napięcie spowodowane nieokreślonym czasem udrożnienia kanału mogą doprowadzić do problemów dla światowej gospodarki. Przy uwalnianiu jednostki pomagało osiem holowników oraz koparki Komatsu usuwające piasek z okolic dziobu.
29 marca statek został ściągnięty z mielizny i przywrócony do stanu pływającego. Przez ten czas utworzyła się kolejka ok. 300 statków oczekujących w kolejce na przepłynięcie przez Kanał Sueski.